# Alaksandr Syrej
Alaksandr Alaksandrawicz Syrej, błr. Аляксандр Аляксандравіч Сырэй, ros. Александр Александрович Сырей – Aleksandr Aleksandrowicz Syriej (ur. 26 sierpnia 1988 w Grodnie) – białoruski hokeista.

## Kariera
- HK Homel 2 (2003-2008)
- HK Homel (2006-2008)
- HK Brześć (2006/2007)
- HK Nioman Grodno (2008-2009)
- HK Szachcior Soligorsk (2009-2010)
- HK Mohylew (2010-2011)
- Junost' Mińsk (2011-2012)
- Jermak Angarsk (2012-2013)
- Titan Klin (2013)
- Junost' Mińsk (2013-2016)
- Podhale Nowy Targ (2016-2017)
- Donbas Donieck (2017)
- HK Homel (2017-2018)
- Arłan Kokczetaw (2018-2019)
- Bejbarys Atyrau (2019)
- HK Dynama Mołodeczno (2019)

Grał w klubach białoruskiej ekstraligi i rosyjskiej WHL (m.in. w klubie z Angarska). Od sierpnia 2016 do stycznia 2017 zawodnik Podhala Nowy Targ w rozgrywkach Polskiej Hokej Ligi. Od lutego 2017 zawodnik ukraińskiego Donbasu Donieck. Od lipca 2017 ponownie zawodnik macierzystego klubu z Homla. W listopadzie 2018 przeszedł z Homla do kazachskiego klubu Arłan Kokczetaw, a w lutym 2019 na fazę play-off do innego zespołu w Kazachstanie, Bejbarysu Atyrau. Na początku sezonu 2019/2020 reprezentował Dynama Mołodeczno.
Występował w kadrach juniorskich kraju na turniejach mistrzostw świata do lat 18 w 2004 (Elita), 2005 (Dywizja I), 2006 (Elita) oraz do lat 20 w 2007 (Elita).

## Sukcesy
Reprezentacyjne
- Awans do Elity MŚ do lat 18: 2005

Klubowe
- Puchar Białorusi: 2007 z HK Homel, 2014, 2016 z Junostią Mińsk
- Srebrny medal mistrzostw Białorusi: 2010 z Szachciorem Soligorsk, 2014, 2015 z Junostią Mińsk
- Drugie miejsce w Pucharze Kontynentalnym: 2012 z Junostią Mińsk
- Złoty medal mistrzostw Białorusi: 2016 z Junostią Mińsk
- Złoty medal mistrzostw Ukrainy: 2017 z Donbasem Donieck
- Złoty medal mistrzostw Kazachstanu: 2019 z Bejbarysem Atyrau